# Devínska Kobyla
Devínska Kobyla, phát âm tiếng Slovak: [ˈɟɛʋiːnska ˈkɔbila] (tiếng Hungary: Dévényi-tető; tiếng Đức: Thebener Kogel) là một khu vực thuộc dãy núi Devínske Karpaty. Với độ cao 514m so với mực nước biển, Kobyla được cho là điểm cao nhất của thủ đô Bratislava, Slovakia. Nó nằm giữa các quận Devínska Nová Ves, Devín, Dúbravka và gần với biên giới Cộng hòa Áo. Đặc biệt, trên đỉnh núi còn có một căn cứ tên lửa quân sự nhưng bị bỏ hoang và người dân không thể tiếp cận được.
Một phần tự nhiên sườn phía nam của dãy núi được con người xây dựng tái tạo lại thành khu bảo tồn thiên nhiên quốc gia từ năm 1965. Điểm nổi bật của khu bảo tồn là tính đa dạng sinh học bao gồm rừng thảo nguyên thực vật và động vật với tổng diện tích được bảo vệ lên tới 101 ha. Không có con đường mòn đi bộ nào có thể dẫn lên đỉnh núi, tuy nhiên ta có thể dừng chân ở một điểm dễ tiếp cận hơn ở bên sườn gần đỉnh núi. Từ điểm này ta có thể nhìn tới thủ đô Bratislava, Áo, Hungary, sông Danube và sông Morava.

## Miêu tả
Dãy núi Devínska Kobyla và một khu vực nhỏ cạnh nó là một trong bốn phân khu của Devínske Karpaty, một phần của dãy Malé Karpaty rộng lớn. Bên cạnh đó, Kobyla cũng là một phần của dãy núi Karpat.

## Hệ thực vật và động vật
Có thể nói dãy Kobyla là một trong những khu vực đa dạng sinh học bậc nhất Slovaki. Đến nay, khu vực này được xác định có tới 234 loài nấm, 110 loài địa y, 100 loài rêu và 1.110 loài thực vật bậc cao. Khu vực sườn phía nam và phía tây nam của ngọn núi (ở phía tây thủ đô Bratislava) là nơi cung cấp điều kiện sống lý tưởng cho rừng thảo nguyên thực vật và động vật phát triển. Các phần còn lại của ngon núi là rừng sồi nguyên thủy.

## Đường bộ

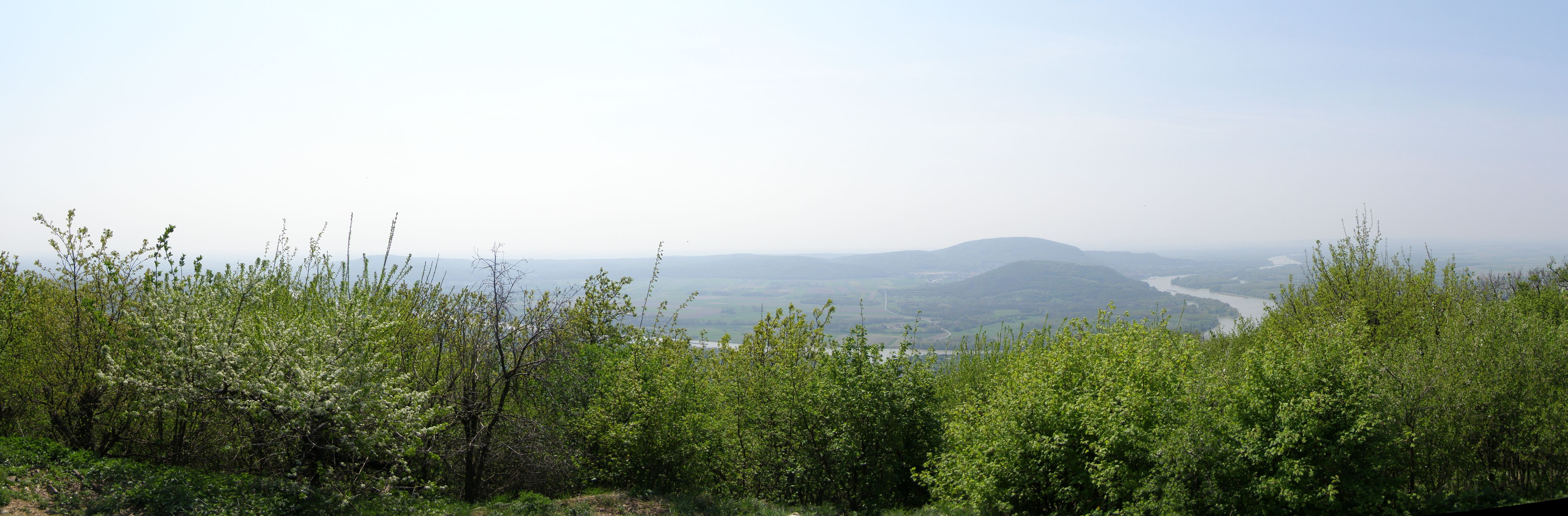
Toàn cảnh sông Danube chụp từ Devinska Kobyla

Có một con đường dài 4 km đi qua dãy núi Devínska Kobyla và dẫn tới một khu vực quan trọng được gọi là Sandberg. Đây là một trong những địa điểm khai quật sinh vật cổ quan trọng nhất ở Slovakia. Tuổi thọ các di vật, hóa thạch ở đây được xác định lên tới hàng triệu năm. Điển hình là các mỏ cát cũ có tàn tích của đá biển với các lớp bồi tụ theo chiều ngang. Ngoài ra, còn có các hóa thạch của hệ động vật biển được tìm thấy ở đó. Các nhà nghiên cứu ước tính tuổi của những hóa thạch này là từ 14 đến 16 triệu năm tuổi.